# سنت-گولتیر
سنت-گولتیر (به فرانسوی: Saint-Gaultier) یک کمون در فرانسه است که در اندر واقع شده‌است. سنت-گولتیر ۹٫۲۰ کیلومتر مربع مساحت و ۱٬۹۲۳ نفر جمعیت دارد و ۱۱۳ متر بالاتر از سطح دریا واقع شده‌است.